# Хрюнхент
Хрюнхент — стихотворный размер скальдической поэзии, обычно применялся в хвалебных песнях. Размер восьмисложный, четырёхтактный, аналогичный дротткветту. В этом размере ударные и неударные слоги обычно располагаются по хореической схеме, что объясняется влиянием латинской гимнической поэзии.
По одной из версий, наиболее ранним произведением в этом размере является драпа «Хрюнхенда» исландского скальда Арнора Тордарсона по прозвищу Скальд Ярлов (XI в.), посвящённая Магнусу I Доброму. После Арнора размер начал употребляться исландскими скальдами для сочинения духовных произведений, однако только в XIV веке становится преобладающим скальдическим размером. Распространённость хрюнхента в эту эпоху объясняется тем, что в нём Эйстейнн Аусгримссон создал знаменитую поэму «Лилия».
Размер схож с дротткветтом в части рифм и аллитераций, однако из-за увеличения количества слогов в строке проще в плане синтаксиса: предложения чаще заканчиваются в конце строк, в результате чего реже используются многосоставные кеннинги. По мнению исследователей, по сравнению с дротткветтом хрюнхент «кажется менее перегруженным звуковыми повторами, менее резким, но и менее экспрессивным».
Пример двустишия хрюнхента (Арнор Тордарсон, Скальд Ярлов. «Хрюнхенда». Перевод С. В. Петрова):
| Я твою, владыка даков, Доблесть славлю речью доброй | Yppa róðumk yðru kappi, Jóta gramr, í kvæði fljótu. |